# جوزيف جاكوب (عازف تشيلو)
جوزيف جاكوب هو عازف تشيلو بلجيكي، (و. 1865  م). درّس في معهد غنت الموسيقي، وعزف في فرقة إيساي الرباعية منذ عام ١٨٨٦.
ومن بين طلابه روزاريو بوردون.
وبصفته عضوًا في فرقة إيساي الرباعية، قدّم لأول مرة رباعية كلود ديبوسي الوترية في ٢٩ ديسمبر ١٨٩٣.